# Nortal
Nortal, ранее — AS Webmedia Group, — эстонское предприятие по разработке программного обеспечения. Председателем правления Nortal является Прийт Аламяэ.

## История
Nortal – международная компания, специализирующаяся на стратегических изменениях и технологиях, и действующая в США, Европе, на Ближнем Востоке и в Африке.
Nortal обеспечивает трансформацию бизнеса на основе данных для клиентов из государственного и частного секторов. Nortal активно продвигает эффективное управление посредством внедрения электронного правительства. Ноу-хау Nortal охватывает такие области, как цифровое правительство и консалтинг, цифровое здравоохранение, корпоративные решения, цифровая промышленность и консалтинг в области инноваций.
Компания помогает устранять препятствия на пути человеческого развития, снижать скрытые операционные издержки в обществе, повышать прозрачность управления, сокращать потери и повышать общую процедурную эффективность.